# Адонц, Авет Робертович
Авет Ро́бертович Адо́нц (арм. Ավետ Ադոնց, 27 декабря 1963, Киев, УССР, СССР) — армянский дипломат. Заместитель Министра иностранных дел Республики Армения с 29 января 2019 года.

## Биография
- 1980 — окончил школу N 55 им. А. Чехова г. Еревана.
- 1985 — окончил факультет экономической кибернетики ЕГУ. Работал в научно-исследовательском институте экономики и планирования при Госплане Армянской ССР в качестве экономиста.
- 1985—1986 — служил в Вооруженных Силах СССР.
- 1987—1991 — работал в научно-исследовательском институте экономики и планирования при Госплане Армянская ССР в качестве младшего научного сотрудника, затем руководителя научной группы.
- 1991 — работал в министерстве внешних торговых связей Армении в качестве главного специалиста, а затем помощника министра. Прошёл курсы по банковскому делу в банке UBS Женевы.
- 1992—1994 — работал в отделе двусторонних экономических отношений министерства иностранных дел Армении в качестве второго секретаря.
- 1993 — присвоен дипломатический ранг второго секретаря. Прошёл дипломатические курсы в университете Лидса Великобритании.
- 1994—1996 — работал в посольстве Армении королевства Бельгии в качестве второго секретаря. Присвоен дипломатический ранг первого секретаря.
- 1996—1998 — работал начальником отдела международных экономических организаций Министерства иностранных дел Армении.
- 1998—2001 — работал в миссии Армении  в Евросоюзе в качестве советника, затем Чрезвычайного посланника и Полномочного министра. Присвоен дипломатический ранг советника.
- 2003 — присвоен дипломатический ранг чрезвычайного посланника и полномочного министра.
- 2001—2007 — работал в качестве начальника управления внешних связей аппарата президента Армении.
- 12 мая 2007 — избран депутатом парламента Армении от партии «Процветающая Армения».
- 31 мая 2007 — присвоен дипломатический ранг Чрезвычайного и Полномочного Посла Армении.
- 7 июня 2007 — избран председателем постоянной комиссии НС Армении по вопросам европейской интеграции.
- С 26 июня 2009 по 5 августа 2014 - чрезвычайный и полномочный посол Армении в Бельгии.
- С 27 июня 2009 по 5 августа 2014 - руководитель представительства Армении в Европейском Союзе.
- С 7 ноября 2009 по 8 февраля 2011 - чрезвычайный и полномочный посол Армении в Нидерландах.
- С 20 февраля 2010 по 5 августа 2014 - чрезвычайный и полномочный посол Армении в Люксембурге.
- С 2014 по 2019 год — чрезвычайный и полномочный посол Армении в Испании.
- 29 января 2019 года назначен заместителем Министра иностранных дел Республики Армения.